# Frank Wartenberg
Frank Wartenberg (Bülzig, 29 maggio 1955) è un ex lunghista tedesco.

## Biografia
Fortemente specializzato nel salto in lungo, vinse una sola medaglia nella sua storia ai Giochi Olimpici, e lo fece nel 1976, dove terminò sul terzo gradino del podio a Montréal.

## Palmarès
| Anno | Manifestazione  | Sede     | Evento         | Risultato | Misura | Note |
| ---- | --------------- | -------- | -------------- | --------- | ------ | ---- |
| 1976 | Giochi olimpici | Montréal | Salto in lungo | Bronzo    | 8,02   |      |